# Myrmecodesmus chamberlini
Myrmecodesmus chamberlini är en mångfotingart som beskrevs av Shear 1977. Myrmecodesmus chamberlini ingår i släktet Myrmecodesmus och familjen fingerdubbelfotingar. Inga underarter finns listade i Catalogue of Life.